# La Feuillie (Sena Marítimo)
La Feuillie é uma comuna francesa na região administrativa da Normandia, no departamento de Sena Marítimo. Estende-se por uma área de 40,32 km². Em 2010 a comuna tinha 1 315 habitantes (densidade: 32,6 hab./km²).